# Tore Webjörn

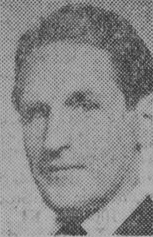
Tore Webjörn

Sven Tore Webjörn, född 13 juli 1919 i Uppsala, död 24 september 1985, var en svensk arkitekt. 
Webjörn, som var son till provinsialläkare Jonas Webjörn och Barbro Wallmark, utexaminerades från Kungliga Tekniska högskolan 1942. Han bedrev egen arkitektverksamhet i Stockholm och Trosa från 1941, var generalsekreterare i Svenska Arkitekters Rikförbund 1947–1949, ordförande i dess centralkontor, styrelseledamot i AB Byggmästarens förlag och verkställande direktör i Landsbygdens byggnadsförening 1949–1956. Han var även kapten i Wendes artilleriregementes (A3) reserv.